# 硫氰酸铅
硫氰酸铅是一种白色的无机化合物，化学式Pb(SCN)2，难溶于水。

## 制备
硫氰酸铅可以由醋酸铅和硫氰酸钾或硫氰酸铵反应，沉淀得到：
Pb2+ + 2 SCN− → Pb(SCN)2↓

## 物理性质
硫氰酸铅是白色单斜晶体（也有文献说是黄色固体），18℃在水中的溶解度为0.44g。

## 化学性质
硫氰酸铅可以和溴在三溴甲烷中反应：
Pb(SCN)2 + Br2 → PbBr2 + (SCN)2
在150℃，硫氰酸铅可以和干燥的硫化氢反应：
Pb(SCN)2 + H2S → PbS + 2 HSCN
HSCN + H2S → CS2 + NH3(H2S过量时继续反应)
硫氰酸铅在热水中分解，和硝酸微热即可剧烈反应，产生硫酸铅而无单质硫析出。硫氰酸铅亦能和硝酸钾反应，当固体混合物受热，即剧烈反应并爆炸。